# 23032 Fossey
23032 Fossey (1999 XB8) là một tiểu hành tinh vành đai chính được phát hiện ngày 3 tháng 12 năm 1999 bởi J. Broughton ở Reedy Creek Observatory.